# Josh Lucas
Joshua Lucas Easy Dent Maurer (Little Rock, 20 juni 1971) is een Amerikaans acteur. Hij werd in 2002 samen met de gehele cast van de film A Beautiful Mind genomineerd voor een Screen Actors Guild Award. Hij maakte in 1993 zijn filmdebuut als Felipe Restano in het op ware gebeurtenissen gebaseerde Alive, nadat hij vanaf 1990 opdook in verschillende eenmalige rolletjes in televisieseries. Lucas speelde in 2012 het hoofdpersonage in de televisieserie The Firm en werd in 2014 een van de hoofdrolspelers in de serie The Mysteries of Laura.
Lucas bestiert naast zijn acteerwerk het productiebedrijf 2 Bridges Productions, dat hij samen met zijn zes jaar jongere broer Devin Maurer oprichtte. Deze werkte zodoende mee aan zijn film Stolen Lives (2009). Lucas' ouders Don en Michelle kregen twee zoons en twee dochters.
Lucas speelde eenmalige gastrolletjes in onder meer Life Goes On (1990), Jake and the Fatman (1991), In the Heat of the Night (1994) en Will & Grace (2006).
Lucas trouwde in maart 2012 in het geheim met zijn vriendin, Jessica Ciencin Henriquez. Zij beviel drie maanden later van hun eerste kind, een zoon. Het stel scheidde in 2014.

## Filmografie
*Exclusief televisiefilms
| - The Secret: Dare to Dream (2020) - Le Mans '66 (2019) - Breakthrough (2019) - The Guardian Angel (2018) - All Square (2018) - What They Had (2018) - Mark Felt: The Man Who Brought Down the White House (2017) - The Most Hated Woman in America (2017) - Dear Eleanor (2016) - Youth in Oregon (2016) - Boychoir (2014) - The Mend (2014) - Little Accidents (2014) - Space Warriors (2013) - Big Sur (2013) - Stolen (2012) - J. Edgar (2011) - A Year in Mooring (2011) - The Lincoln Lawyer (2011) - Red Dog (2011) - Little Murder (2011) - Life as We Know It (2010) - Daydream Nation (2010) - William Vincent (2010) - Peacock (2010) - Stolen Lives (2009) - Tell-Tale (2009) - Management (2008) - Death in Love (2008) | - Poseidon (2006) - Glory Road (2006) - An Unfinished Life (2005) - Stealth (2005) - Around the Bend (2004) - Undertow (2004) - Wonderland (2003) - Secondhand Lions (2003) - Hulk (2003) - Four Reasons (2002) - Sweet Home Alabama (2002) - Coastlines (2002) - A Beautiful Mind (2001) - Session 9 (2001) - When Strangers Appear (2001) - The Deep End (2001) - The Weight of Water (2000) - The Dancer (2000) - Drop Back Ten (2000) - You Can Count on Me (2000) - American Psycho (2000) - Restless (1998) - Harvest (1998) - The Definite Maybe (1997) - Minotaur (1997) - True Blue (1996) - Thinner (1996) - Father Hood (1993) - Alive (1993) |

## Televisieseries
*Exclusief eenmalige (gast)rollen
- Yellowstone - Young John Dutton (2018-2019, vier afleveringen)
- The Mysteries of Laura - Jake Broderick (2014-2016, 38 afleveringen)
- The Firm - Mitch McDeere (2012, 22 afleveringen)
- Cracker - Lt. Macy (1999, drie afleveringen)
- Snowy River: The McGregor Saga - Luke McGregor (1994-1995, vijftien afleveringen)

- Bibsys: 7022712
- Biblioteca Nacional de España: XX1410204
- Bibliothèque nationale de France: cb142008426 (data)
- Gemeinsame Normdatei: 142193887
- International Standard Name Identifier: 0000 0000 7841 2700
- Library of Congress Control Number: no2001067020
- MusicBrainz: a68ba93f-eed0-480d-af5f-087d88c628e3
- Nationale Bibliotheek van Tsjechië: xx0072720
- Nationale bibliotheek van Australië: 41136942
- Nationale Bibliotheek van Israël: 987007439408705171
- Nationale Bibliotheek van Polen: a0000002062426
- Nederlandse Thesaurus van Auteursnamen: 28933120X
- Système universitaire de documentation: 150220286
- Trove: 1452640
- Virtual International Authority File: 85774137
- WorldCat: E39PBJkdkJxX4KYYjV8t9FbKh3